# Атаян, Иван Айрапетович
Иван Айрапетович Атаян (арм. Իվան Հայրապետի Աթայան; 1931, Демирчиляр, Нагорно-Карабахская автономная область — 1998, Чанахчи, Нагорный Карабах) — советский армянский педагог. Народный учитель СССР (1984).

## Биография
Иван Атаян родился в 1931 году в селе Демирчиляр Степанакертского района Нагорно-Карабахской АО Азербайджанской ССР.
В 1951 году окончил Степанакертский учительский институт, в 1957 — Азербайджанский педагогический институт (заочно).
В 1951—1954 годах служил в Советской Армии.
С 1954 года работал в средней школе села Чанахчи Аскеранского (ранее — Степанакертского) района Нагорно-Карабохской АО учителем физики и математики. С 1965 года — директор.
Принимал активное участие в Карабахском движении. Автор книги «В храме света», а также буклета «Вечно с нами», посвящённого погибшим в Первой карабахской войне в Аскеранском районе.
Опубликовал множество статей по педагогике в прессе СССР, непризнанной Нагорно-Карабахской Республики, Армении.
Умер в 1998 году там же, где работал учителем, — в селе Аветараноц (Чанахчи).

## Звания и награды
- Народный учитель СССР (1984)
- Медаль «Вачаган Барепашт» (НКР, 2001 (посмертно))

## Память
- Школа села Аветараноц (Чанахчи) была названа именем И. А. Атаяна, а также был установлен бюст педагога.
- Министерство образования, культуры и спорта НКР учредило памятную медаль «Иван Атаян».